# Даніеле Верде
Даніеле Верде (італ. Daniele Verde, нар. 20 червня 1996, Неаполь) — італійський футболіст, півзахисник і нападник клубу «Спеція». Грав за молодіжну збірну Італії.

## Клубна кар'єра
Народився 20 червня 1996 року в місті Неаполь. Вихованець футбольної школи клубу «Рома». Дорослу футбольну кар'єру розпочав 2014 року в основній команді того ж клубу, у складі якої в сезоні 2014/15 взяв участь у десяти іграх в усіх турнірах. 
Згодом з 2015 по 2019 рік перебував в орендах, встигнувши пограти за «Фрозіноне» і «Верону» в Серії A, «Пескара» і «Авелліно» в італійському другому дивізіоні, а також за «Реал Вальядолід» в іспанській Ла-Лізі.
В липні 2019 року перейшов до грецького клубу АЕК. «Рома» отримала за гравця 1 мільйон євро, а також право на 30% від його наступного трансферу.
У вересні 2020 року повернувся на батьківщину, на умовах оренди з подальшим обов'язковим викупом приєднавшись до «Спеції», абсолютного новачка італійського елітного дивізіону.

## Виступи за збірні
2014 року дебютував у складі юнацької збірної Італії (U-19), загалом на юнацькому рівні за команди різних вікових категорій взяв участь у 12 іграх, відзначившись одним забитим голом.
Протягом 2016–2018 років залучався до складу молодіжної збірної Італії. На молодіжному рівні зіграв у 12 офіційних матчах, забив два голи.

## Статистика виступів

### Статистика клубних виступів
Станом на 28 жовтня 2020
| Сезон             | Команда           | Чемпіонат         | Чемпіонат | Чемпіонат | Національний кубок | Національний кубок | Національний кубок | Континентальні кубки | Континентальні кубки | Континентальні кубки | Інші змагання | Інші змагання | Інші змагання | Усього | Усього |
| Сезон             | Команда           | Ліга              | Ігор      | Голів     | Ліга               | Ігор               | Голів              | Ліга                 | Ігор                 | Голів                | Ліга          | Ігор          | Голів         | Ігор   | Голів  |
| ----------------- | ----------------- | ----------------- | --------- | --------- | ------------------ | ------------------ | ------------------ | -------------------- | -------------------- | -------------------- | ------------- | ------------- | ------------- | ------ | ------ |
| 2014–15           | «Рома»            | A                 | 7         | 0         | КІ                 | 1                  | 0                  | ЛЧ+ЛЄ                | 0+2                  | 0                    | -             | -             | -             | 10     | 0      |
| 2015-січ. 2016    | «Фрозіноне»       | A                 | 6         | 0         | КІ                 | 1                  | 0                  | -                    | -                    | -                    | -             | -             | -             | 7      | 0      |
| січ.-черв. 2016   | «Пескара»         | B                 | 7+2       | 1+2       | КІ                 | 0                  | 0                  | -                    | -                    | -                    | -             | -             | -             | 9      | 3      |
| 2016–17           | «Авелліно»        | B                 | 32        | 8         | КІ                 | 1                  | 0                  | -                    | -                    | -                    | -             | -             | -             | 33     | 8      |
| 2017–18           | «Верона»          | A                 | 30        | 2         | КІ                 | 3                  | 2                  | -                    | -                    | -                    | -             | -             | -             | 33     | 4      |
| 2018–19           | «Реал Вальядолід» | ПД                | 22        | 2         | КІ                 | 4                  | 4                  | -                    | -                    | -                    | -             | -             | -             | 26     | 6      |
| 2019–20           | АЕК               | СЛ                | 20+10     | 4+2       | КН                 | 5                  | 0                  | ЛЄ                   | 3                    | 0                    | -             | -             | -             | 38     | 6      |
| 2020–21           | «Спеція»          | A                 | 4         | 1         | КІ                 | 1                  | 1                  | -                    | -                    | -                    | -             | -             | -             | 5      | 2      |
| Усього за кар'єру | Усього за кар'єру | Усього за кар'єру | 128+12    | 18+4      |                    | 16                 | 7                  |                      | 5                    | 0                    |               | -             | -             | 161    | 29     |